# Birac (Gironde)
Pour les articles homonymes, voir Birac.
Birac est une commune du Sud-Ouest de la France, située dans le département de la Gironde, en région Nouvelle-Aquitaine.
Les habitants en sont les Biracais.

## Géographie

### Localisation
Située dans le Bazadais, la commune se trouve à 68 km au sud-est de Bordeaux, chef-lieu du département, à 22 km au sud-sud-est de Langon, chef-lieu d'arrondissement et à 7 km à l'est-sud-est de Bazas, ancien chef-lieu de canton.

### Communes limitrophes
Les communes limitrophes en sont Gajac au nord, Sendets à l'est sur environ 300 mètres, Lavazan au sud-est, Cudos au sud, Sauviac au sud-ouest et Saint-Côme au nord-ouest.
| Saint-Côme | Gajac |         |
|            | Birac | Sendets |
| Sauviac    | Cudos | Lavazan |

### Climat
Pour des articles plus généraux, voir Climat de la Nouvelle-Aquitaine et Climat de la Gironde.
Historiquement, la commune est exposée à un climat océanique aquitain.  
En 2020, Météo-France publie une typologie des climats de la France métropolitaine dans laquelle la commune est exposée à un climat océanique et est dans la région climatique  Aquitaine, Gascogne, caractérisée par une pluviométrie abondante au printemps, modérée en automne, un faible ensoleillement au printemps, un été chaud (19,5 °C), des vents faibles, des brouillards fréquents en automne et en hiver et des orages fréquents en été (15 à 20 jours).
Pour la période 1971-2000, la température annuelle moyenne est de 12,7 °C, avec une amplitude thermique annuelle de 14,9 °C. Le cumul annuel moyen de précipitations est de 822 mm, avec 11,4 jours de précipitations en janvier et 6,7 jours en juillet. Pour la période 1991-2020, la température moyenne annuelle observée sur la station météorologique la plus proche, située sur la commune de Cazats à 8 km à vol d'oiseau, est de 13,7 °C et le cumul annuel moyen de précipitations est de 825,5 mm,. Pour l'avenir, les paramètres climatiques de la commune estimés pour 2050 selon différents scénarios d’émission de gaz à effet de serre sont consultables sur un site dédié publié par Météo-France en novembre 2022.

## Urbanisme

### Typologie
Au 1er janvier 2024, Birac est catégorisée commune rurale à habitat dispersé, selon la nouvelle grille communale de densité à sept niveaux définie par l'Insee en 2022.
Elle est située hors unité urbaine. Par ailleurs la commune fait partie de l'aire d'attraction de Bazas, dont elle est une commune de la couronne,. Cette aire, qui regroupe 18 communes, est catégorisée dans les aires de moins de 50 000 habitants,.

### Occupation des sols

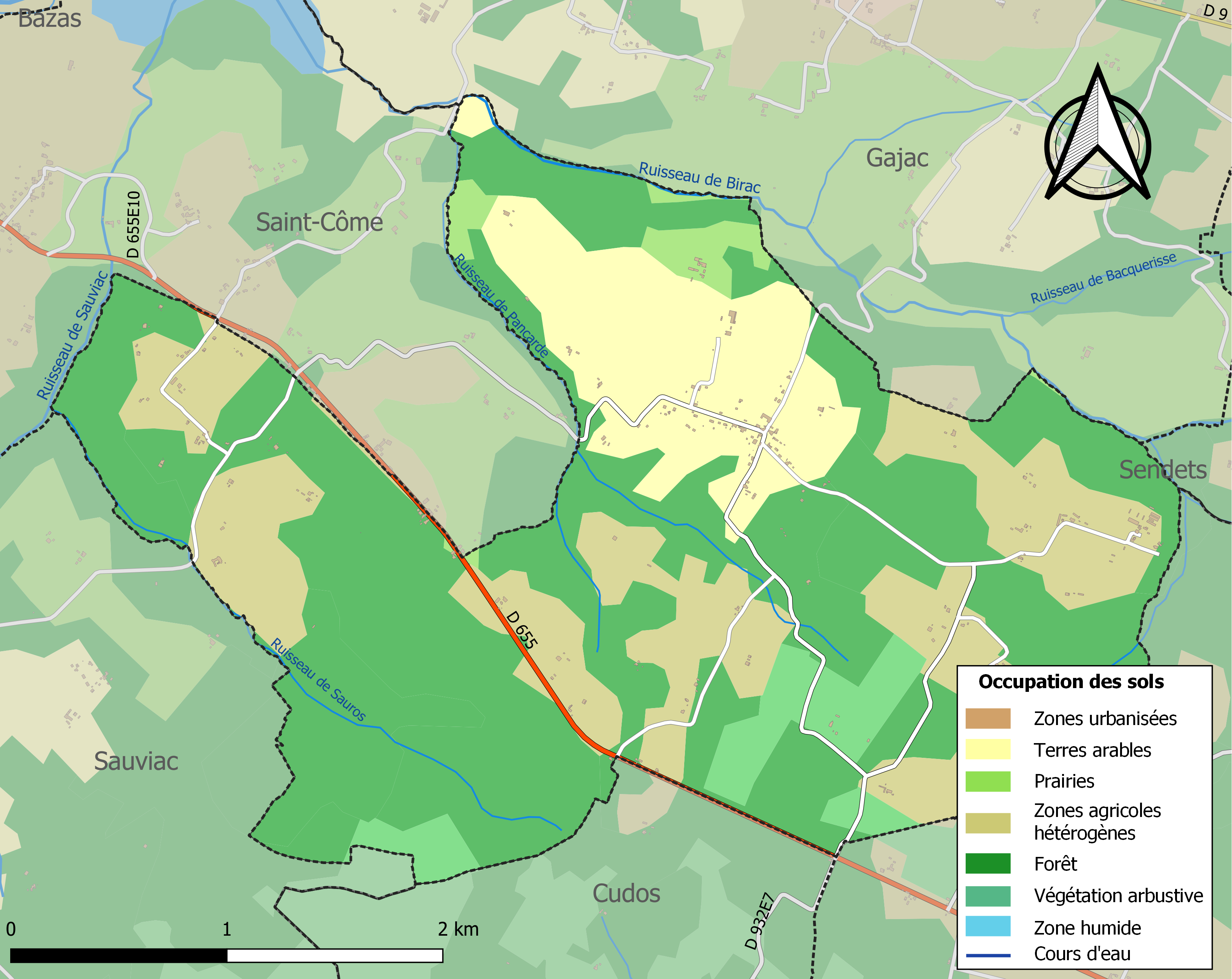
Carte des infrastructures et de l'occupation des sols de la commune en 2018 (CLC).

L'occupation des sols de la commune, telle qu'elle ressort de la base de données européenne d’occupation biophysique des sols Corine Land Cover (CLC), est marquée par l'importance des forêts et milieux semi-naturels (59,9 % en 2018), une proportion sensiblement équivalente à celle de 1990 (59,2 %). La répartition détaillée en 2018 est la suivante :
forêts (54,5 %), zones agricoles hétérogènes (25,2 %), terres arables (13 %), milieux à végétation arbustive et/ou herbacée (5,4 %), prairies (1,9 %). L'évolution de l’occupation des sols de la commune et de ses infrastructures peut être observée sur les différentes représentations cartographiques du territoire : la carte de Cassini (XVIIIe siècle), la carte d'état-major (1820-1866) et les cartes ou photos aériennes de l'IGN pour la période actuelle (1950 à aujourd'hui).

### Voies de communication et transports
La principale voie de communication routière est la route départementale D 655 qui borde le sud du territoire communal en faisant office de limite avec la commune de Cudos et mène vers l'ouest à Saint-Côme puis Bazas et vers l'est à Lavazan et Grignols. Le bourg est desservi par des routes communales.
L'accès à l'autoroute A62 (Bordeaux-Toulouse) le plus proche est celui de  4 La Réole qui se situe à 16 km vers le nord-nord-est.

L'accès  1 Bazas à l'autoroute A65 (Langon-Pau) se situe à 10 km vers l'ouest-nord-ouest.
La gare SNCF la plus proche est celle de Langon, sur la ligne Bordeaux - Sète du TER Nouvelle-Aquitaine, qui se situe à 23 km vers le nord-nord-ouest.

### Risques majeurs
Le territoire de la commune de Birac est vulnérable à différents aléas naturels : météorologiques (tempête, orage, neige, grand froid, canicule ou sécheresse), inondations, feux de forêts et séisme (sismicité très faible). Un site publié par le BRGM permet d'évaluer simplement et rapidement les risques d'un bien localisé soit par son adresse soit par le numéro de sa parcelle.
La commune a été reconnue en état de catastrophe naturelle au titre des dommages causés par les inondations et coulées de boue survenues en 1982, 1999 et 2009,.
Birac est exposée au risque de feu de forêt. Depuis le 20 avril 2016, les départements de la Gironde, des Landes et de Lot-et-Garonne disposent d’un règlement interdépartemental de protection de la forêt contre les incendies. Ce règlement vise à mieux prévenir les incendies de forêt, à faciliter les interventions des services et à limiter les conséquences, que ce soit par le débroussaillement, la limitation de l’apport du feu ou la réglementation des activités en forêt. Il définit en particulier cinq niveaux de vigilance croissants auxquels sont associés différentes mesures,.

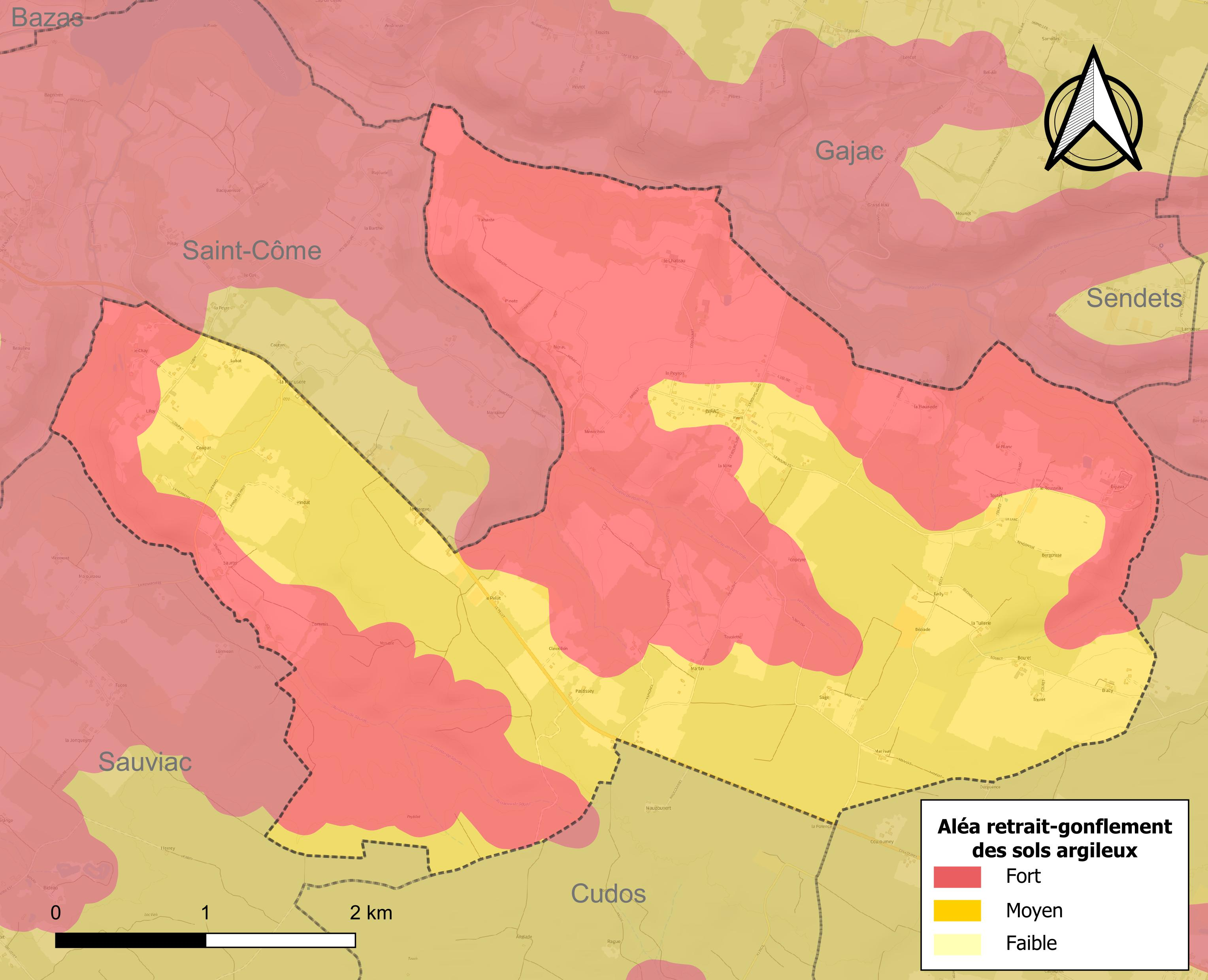
Carte des zones d'aléa retrait-gonflement des sols argileux de Birac.

Le retrait-gonflement des sols argileux est susceptible d'engendrer des dommages importants aux bâtiments en cas d’alternance de périodes de sécheresse et de pluie. La totalité de la commune est en aléa moyen ou fort (67,4 % au niveau départemental et 48,5 % au niveau national). Sur les 120 bâtiments dénombrés sur la commune en 2019, 120 sont en aléa moyen ou fort, soit 100 %, à comparer aux 84 % au niveau départemental et 54 % au niveau national. Une cartographie de l'exposition du territoire national au retrait gonflement des sols argileux est disponible sur le site du BRGM,.
Par ailleurs, afin de mieux appréhender le risque d’affaissement de terrain, l'inventaire national des cavités souterraines permet de localiser celles situées sur la commune.
Concernant les mouvements de terrains, la commune a été reconnue en état de catastrophe naturelle au titre des dommages causés par la sécheresse en 2003 et 2017 et par des mouvements de terrain en 1999.

## Histoire
À la Révolution, la paroisse Saint-Laurent de Birac forme la commune de Birac.

Les hameaux de Bijous et de Sauros y sont adjoints.

## Politique et administration
| Période                                  | Période   | Identité            | Étiquette | Qualité       |
| ---------------------------------------- | --------- | ------------------- | --------- | ------------- |
| mars 2001                                | mars 2014 | José Laujac         |           | agriculteur   |
| mars 2014                                | En cours  | Jean-Pierre Manseau |           | fonctionnaire |
| Les données manquantes sont à compléter. |           |                     |           |               |

## Démographie
L'évolution du nombre d'habitants est connue à travers les recensements de la population effectués dans la commune depuis 1793. Pour les communes de moins de 10 000 habitants, une enquête de recensement portant sur toute la population est réalisée tous les cinq ans, les populations de référence des années intermédiaires étant quant à elles estimées par interpolation ou extrapolation. Pour la commune, le premier recensement exhaustif entrant dans le cadre du nouveau dispositif a été réalisé en 2007.

En 2022, la commune comptait 236 habitants, en évolution de +3,06 % par rapport à 2016 (Gironde : +6,91 %, France hors Mayotte : +2,11 %).
| 1793 | 1800 | 1806 | 1821 | 1831 | 1836 | 1841 | 1846 | 1851 |
| ---- | ---- | ---- | ---- | ---- | ---- | ---- | ---- | ---- |
| 390  | 321  | 335  | 379  | 359  | 360  | 384  | 377  | 373  |

| 1856 | 1861 | 1866 | 1872 | 1876 | 1881 | 1886 | 1891 | 1896 |
| ---- | ---- | ---- | ---- | ---- | ---- | ---- | ---- | ---- |
| 366  | 347  | 337  | 336  | 355  | 351  | 363  | 339  | 359  |

| 1901 | 1906 | 1911 | 1921 | 1926 | 1931 | 1936 | 1946 | 1954 |
| ---- | ---- | ---- | ---- | ---- | ---- | ---- | ---- | ---- |
| 351  | 337  | 348  | 269  | 255  | 249  | 246  | 241  | 243  |

| 1962 | 1968 | 1975 | 1982 | 1990 | 1999 | 2006 | 2007 | 2012 |
| ---- | ---- | ---- | ---- | ---- | ---- | ---- | ---- | ---- |
| 244  | 233  | 188  | 200  | 180  | 182  | 218  | 223  | 225  |

| 2017 | 2022 | - | - | - | - | - | - | - |
| ---- | ---- | - | - | - | - | - | - | - |
| 231  | 236  | - | - | - | - | - | - | - |

## Économie
Polyculture et élevage (race bazadaise), forêt des Landes.

## Culture locale et patrimoine

### Lieux et monuments
- L'église Saint-Laurent, d'architecture romane a été construite initialement au XIIe siècle, remaniée dans les siècles suivants et agrandie au XVIe siècle. Elle se caractérise par son clocher-tour recouvert d'un simple toit relativement plat. Elle a été classée au titre des monuments historiques en 2005[28].
- Chapelle de Bijoux.
- Château de Sauros, château médiéval remanié au XVIe siècle, ancienne propriété de la famille d'Albret, puis à la famille de Brocas.
- Ruines du château des Casterasses du XVe siècle.
- Le monument aux morts inauguré en 1923, surmonté de la statue du Poilu au repos, réalisée par Étienne Camus.

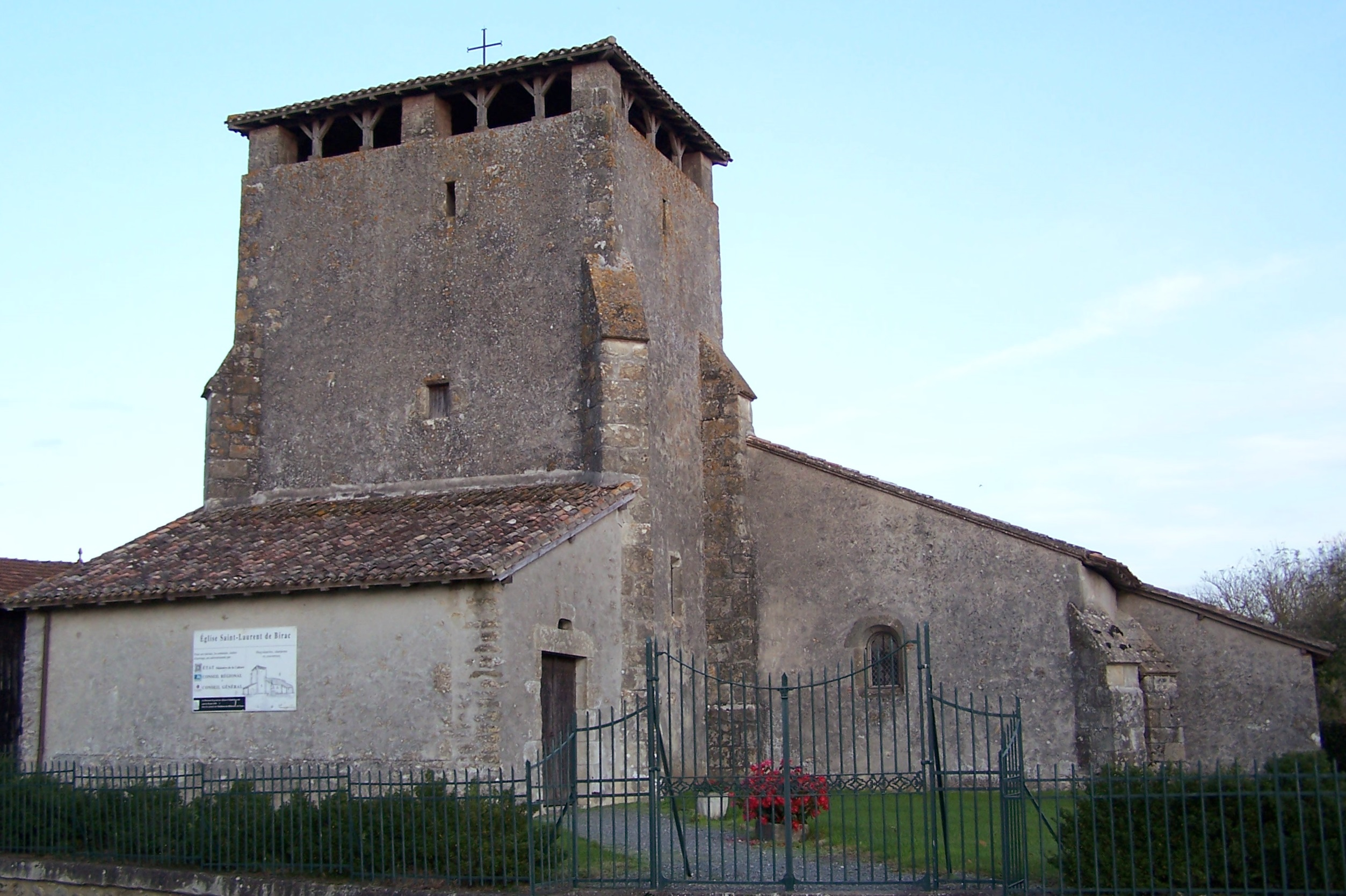
L'église Saint-Laurent (nov. 2011)
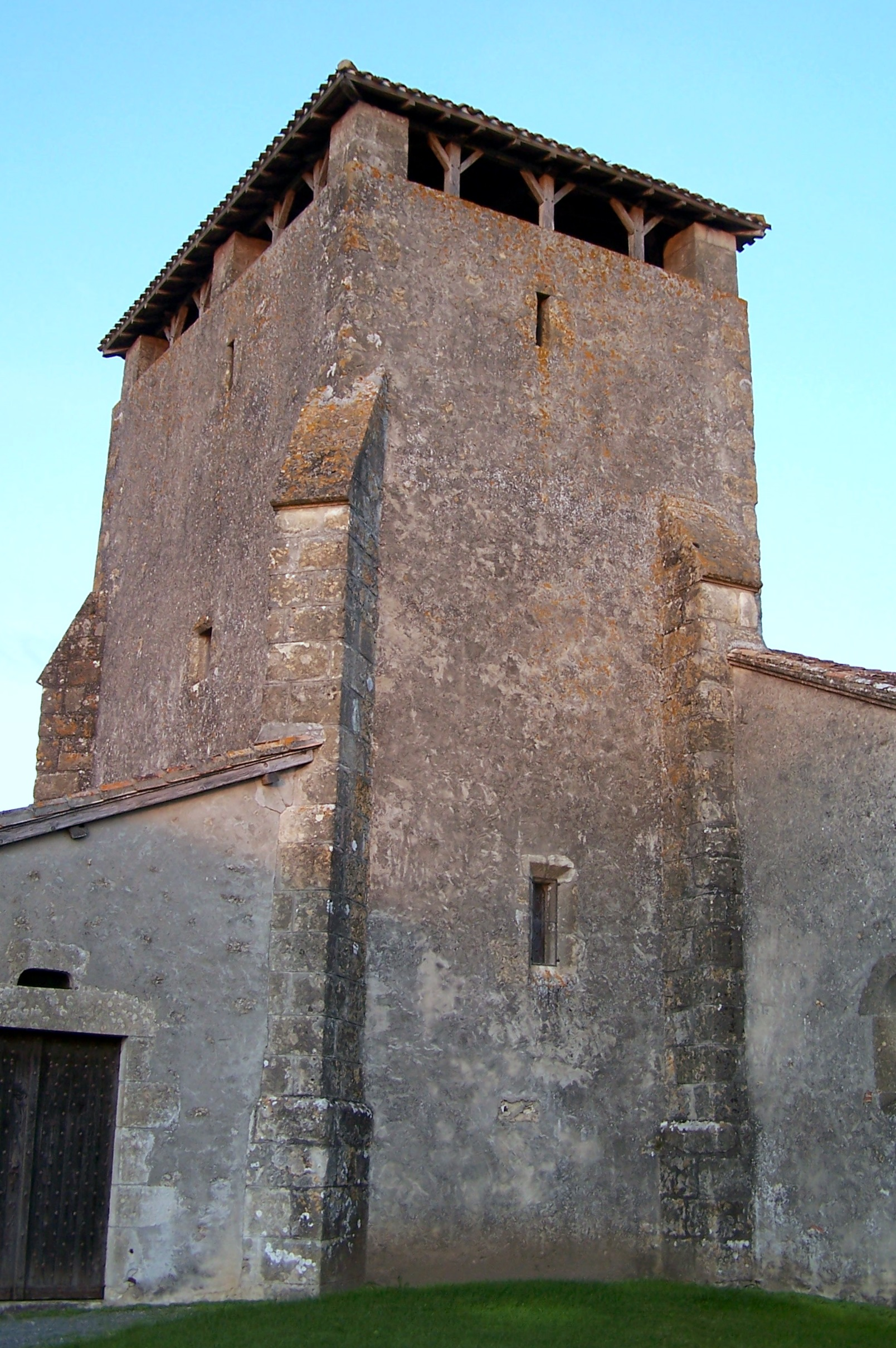
Le clocher-tour de l'église Saint-Laurent (nov. 2011)
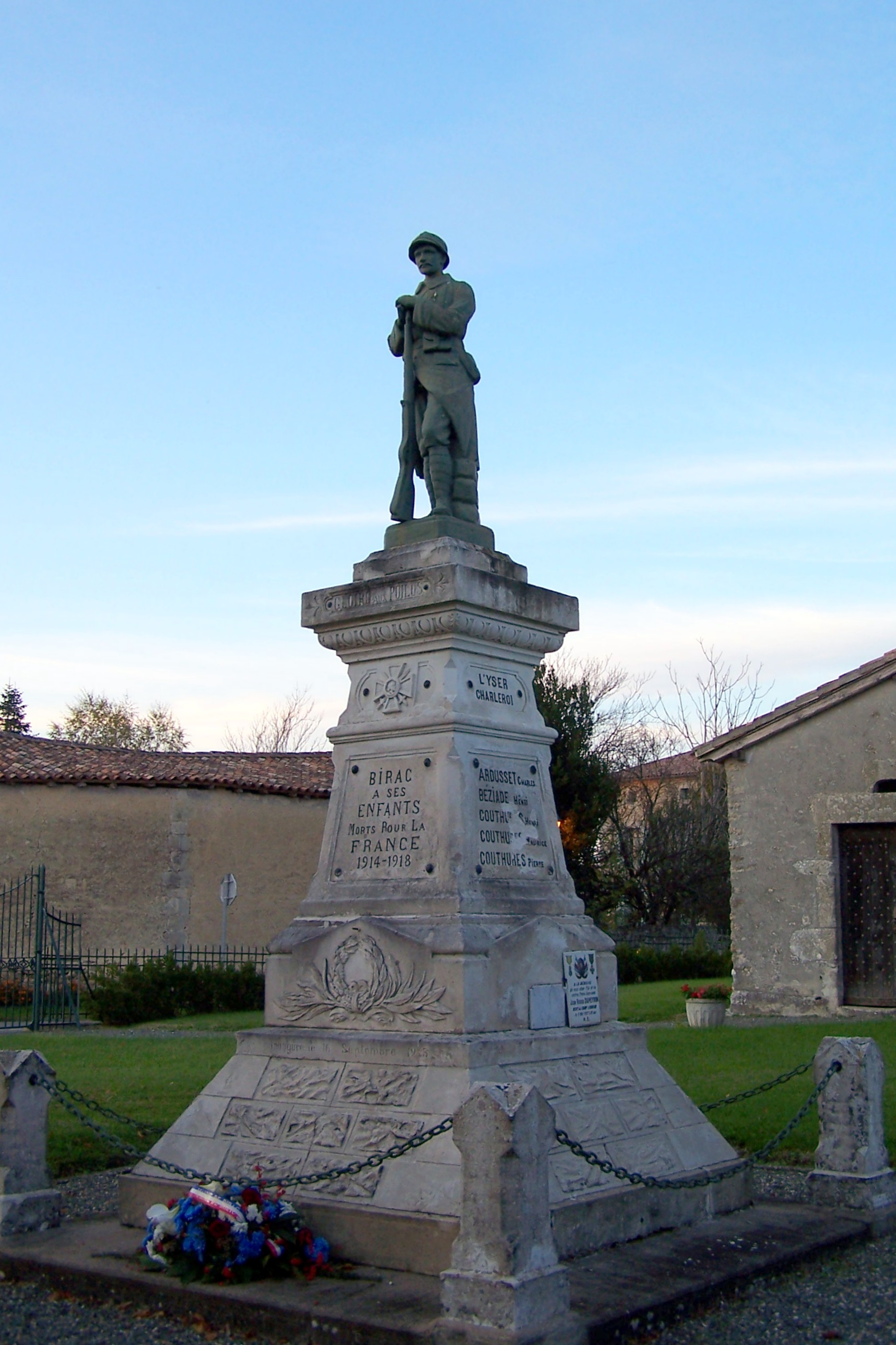
Le monument aux morts dans le cimetière près de l'église (nov. 2011)

### Personnalités liées à la commune
- Joseph Saige, homme politique né le 15 mars 1735 à Birac (Gironde) et mort le 14 juillet 1812 à Bazas.
- La famille de Brocas de Lanauze.

### Héraldique
| Blason de Birac | Blason  | Parti : au 1er d'argent au gril de sable, la poignée en bas, au 2e de sinople à trois pommes de pin d'or, le pédoncule en haut ; le tout sommé d'un chef de gueules chargé d'un léopard d'or armé et lampassé d'azur. |
| Blason de Birac | Détails | Création de Jean-François Binon. |